# بی‌ایی-۵۰ بتا مینور
بی‌ایی-۵۰ بتا مینور (به انگلیسی: Beneš-Mráz_Be-50_Beta-Minor) یک هواگرد ملخ‌پیشین تک‌موتوره از نوع ورزشی ساخت شرکت Beneš-Mráz است. هواگرد بی‌ایی-۵۰ بتا مینور نخستین پروازش را در ۱۹۳۵ میلادی انجام داد.
طراح این هواگرد، Pavel Beneš and Jaroslav Mráz بود.